# STS-61-A
STS-61-A byla devátá mise raketoplánu Challenger. Celkem se jednalo o 22. misi raketoplánu do vesmíru. Cílem letu bylo vynesení německé stanice „Spacelab D-1“. Během této mise poprvé a naposledy letěla raketoplánem osmičlenná posádka, od startu až do přistání, což byl zároveň největší počet osob na palubě vesmírné lodi.

## Posádka
- Henry W. Hartsfield (3) velitel
- Steven R. Nagel (2) pilot
- Bonnie J. Dunbarová (1) letový specialista 1
- James Buchli (2) letový specialista 2
- Guion S. Bluford (2) letový specialista 3
- Reinhard Furrer (1) specialista pro užitečné zatížení 1, DLR
- Ernst Messerschmid (1) specialista pro užitečné zatížení 2, DLR
- Wubbo Ockels (1) specialista pro užitečné zatížení 3, ESA

V závorkách je uvedený dosavadní počet letů do vesmíru včetně této mise.

## Průběh mise

### Start
Raketoplán odstartoval z rampy 39A Kennedyho vesmírného střediska 30. října 1985 v 17:00 UT. Před startem se vyskytla závada na palivové baterii č. 1, ve které poklesla teplota mimo povoleného rozsahu. Vzhledem k tomu, že další dvě baterie dokázaly zabezpečit energii pro všechny experimenty, byl start i přes závadu povolen.

### Průběh letu
Krátce po navedení na suborbitální dráhu v T+11 minut se vyskytl další problém. Selhal regulátor tlaku hélia v pravém modulu zadních motorů RCS a tlak začal klesat. Posádka Challengeru však problém vyřešila přechodem na druhou nezávislou přívodovou větev. V čase T+45 minut byl raketoplán navedený na operační, téměř kruhovou oběžnou dráhu okolo Země.

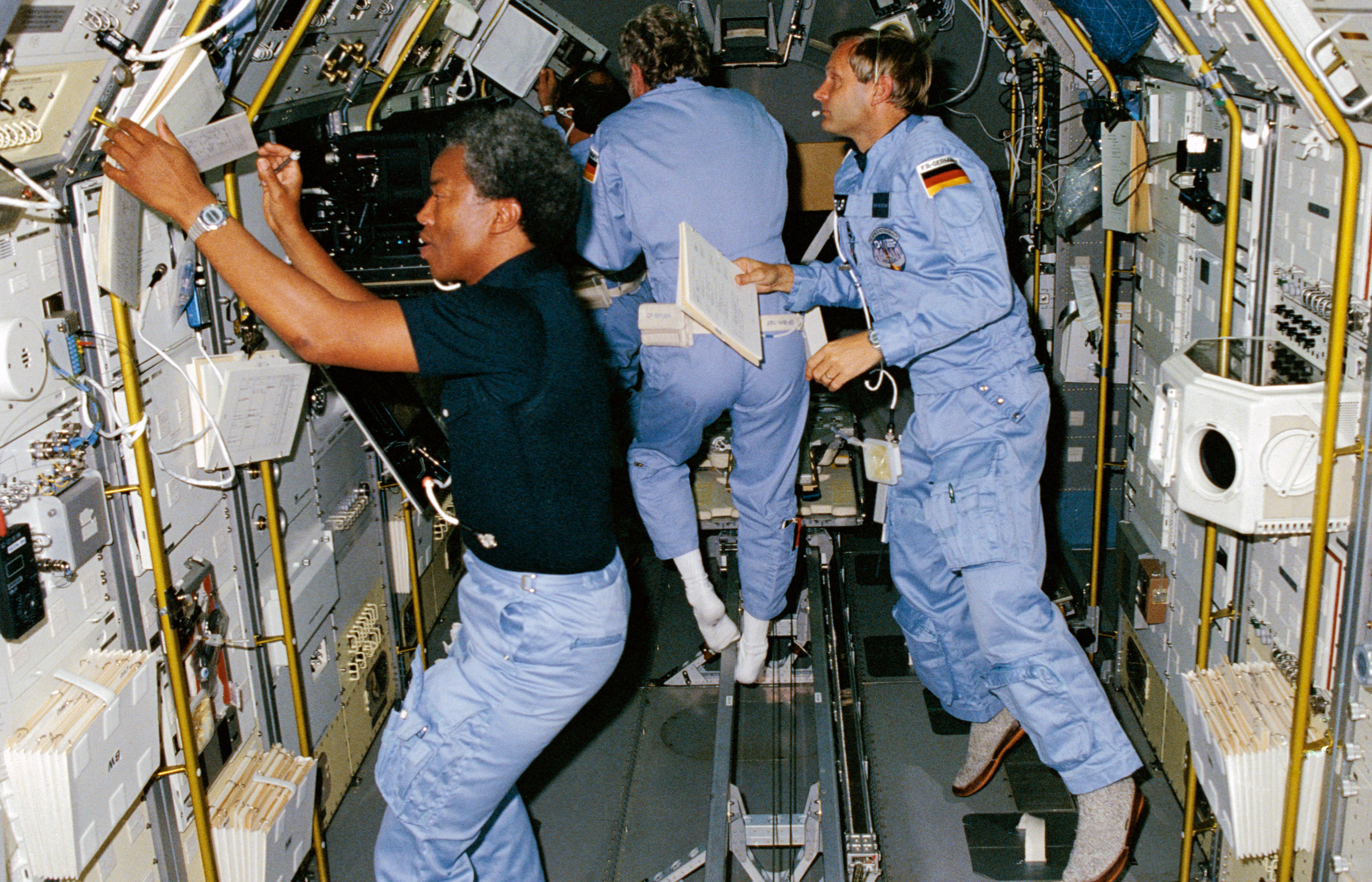
Posádka při práci v modulu Spacelab

Posádka raketoplánu se rozdělila na dvě směny. První, nazývaná "modrá" nastoupila do práce 3 hodiny 30 minut po startu a začala s oživováním Spacelabu. Řízení oživené laboratoře potom převzalo západoněmecké středisko. V Německé spolkové republice mohli sledovat experimenty v přímém přenosu.
Druhá směna se označovala jako "červená". Během sedmidenní mise se stihlo uskutečnit zhruba 80 procent plánovaného programu. Posádka celou dobu zápasila s technickými problémy, mezi které patřilo i unikání vzduchu ze Spacelabu.

### Přistání
Poslední experiment se uskutečnil 6. listopadu během přistávání. Byla to zkouška řízení pomocí ovládání předního podvozku. Tuto změnu v konstrukci si vynutily problémy během přistávání mise STS-51-D. Challenger bezpečně přistál v 17:44 UT na dráze 17 Edwardsově letecké základně.